# Westbahnhof (métro de Vienne)
Westbahnhof est une station de métro de Vienne. La station est reliée avec la gare de l'Ouest

### Accueil

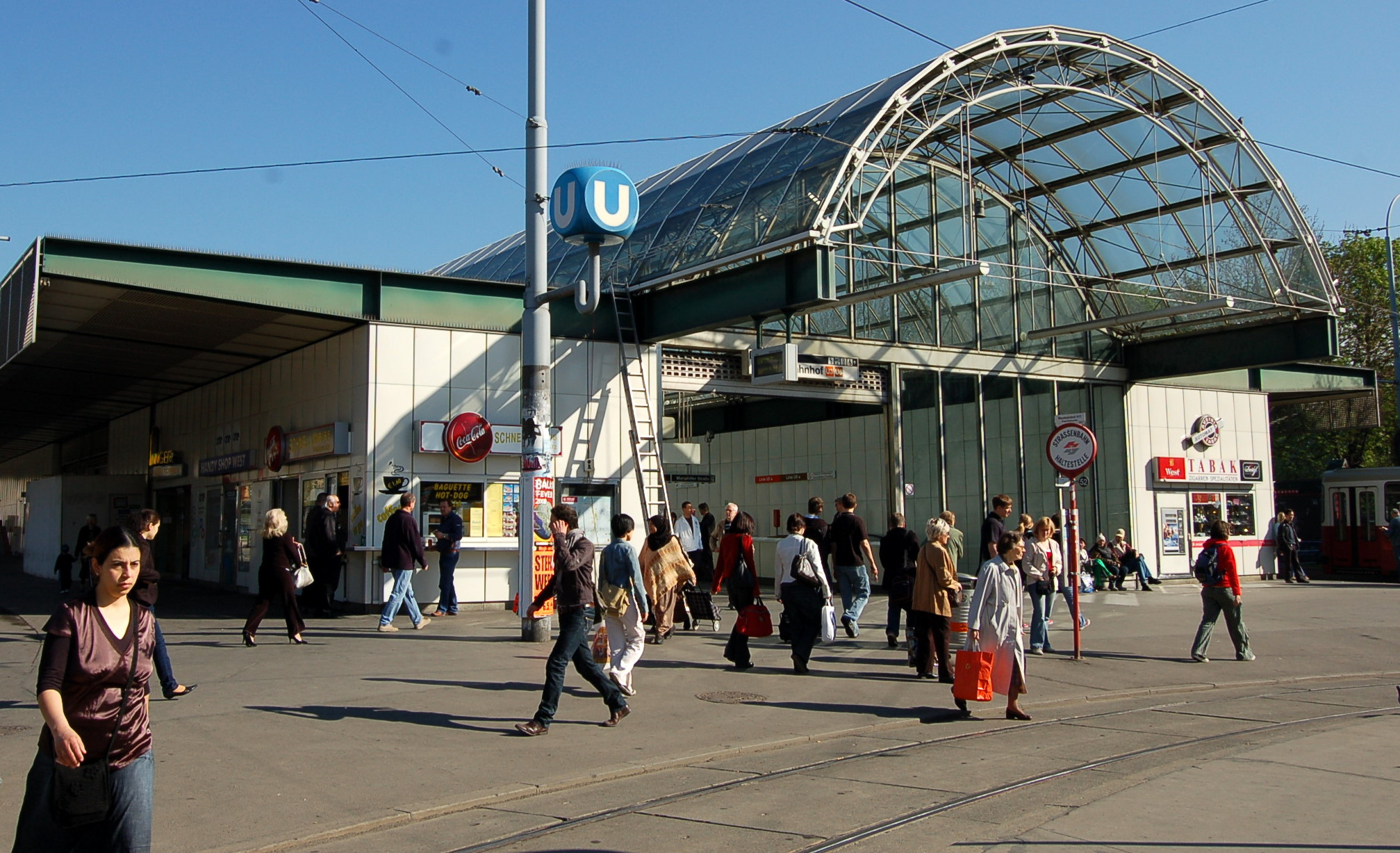
Une entrée de la station.